# Belgrade (Montana)
Belgrade è una città degli Stati Uniti d'America, nella contea di Gallatin nello Stato del Montana con 10 460 abitanti secondo i dati del censimento 2020.È la città più popolosa del Montana che non è capoluogo di contea.